# Sen architekta
Sen architekta (ang. The Architect’s Dream) – obraz olejny urodzonego w Anglii amerykańskiego pejzażysty Thomasa Cole’a. Namalowany w 1840 roku na zamówienie patrona artysty, architekta Ithiela Towna, popularyzatora architektury klasycznej i neogotyckiej w Ameryce.

## Okoliczności powstania
W 1839 roku architekt Ithiel Town, zwolennik zarówno klasycyzmu, jak i neogotyku, zlecił Cole’owi namalowanie obrazu, który miał przedstawiać widok starożytnych lub współczesnych Aten. Za zlecenie zapłacił zarówno gotówką, jak i książkami ze swojej bogatej biblioteki architektonicznej, które stały się inspiracją kompozycji zamówionego obrazu. Cole miał w sobie, według swoich własnych słów, „coś z architekta” – zaprojektował Ohio State Capitol, a także anglikański kościół św. Łukasza w Catskill, zbudowany w miejsce pierwszego, który spłonął w 1839 roku.

## Opis i przyjęcie

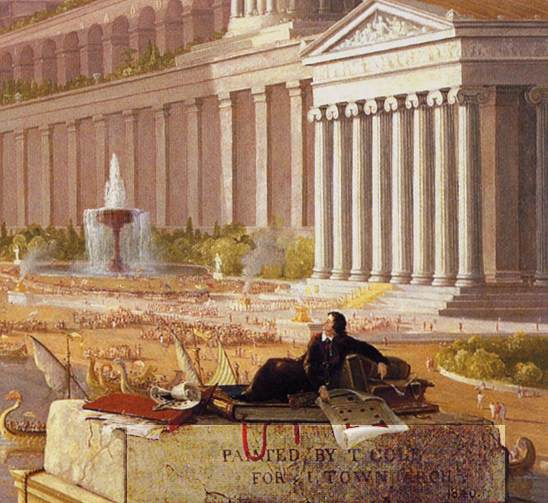
Sen architekta – tytułowy architekt

W obrazie dominują zabytki architektury z odległej przeszłości przedstawione w stylach, z których XIX-wieczni architekci czerpali swą inspirację. Ustawione w szereg budynki przedstawiają również historię zachodniej cywilizacji, będąc przykładami poszczególnych kultur, następujących po sobie w porządku chronologicznym: daleko w mglistym tle widnieją egipskie piramidy ponad egipską świątynią, zaś bliżej dwie świątynie greckie z kolumnami w porządkach doryckim i jońskim, połączone ścianą pilastrów. Powyżej tej ściany widnieje rzymski akwedukt i okrągła świątynia rzymska z kolumnami w porządku korynckim. Po lewej stronie wznosi się gotycki kościół, otoczony lasem. Niezwykłe połączenie budynków, ustawionych jakby na scenie, połączonych łukiem i zasłonami, oraz jaskrawe kontrasty wskazują, iż kompozycja obrazu stanowi wytwór fantazji. Obraz przedstawia idealne królestwo, wyśnione przez widocznego na pierwszym planie tytułowego architekta, który pochylając się z zamkniętymi oczami nad stosem ksiąg architektonicznych, spoczywa na szczycie monumentalnej kolumny, opatrzonej inskrypcją: „namalowany przez T. Cole’a dla I. Towna, arch.”. Town wraz ze swym kolegą po fachu, Alexandrem Jacksonem Davisem, był popularyzatorem stylu klasycznego i gotyckiego w Ameryce. Cole użył światła i cienia, aby przeciwstawić klarowność architektury śródziemnomorskiej, skąpanej w słońcu Południa tajemniczości otoczonego drzewami kościoła gotyckiego, pogrążonego w cieniu Północy.
Przyjaciel artysty, poeta William Cullen Bryant, opisał Sen architekta jako „zbiór konstrukcji egipskich, gotyckich, greckich, mauretańskich, jakie mogłyby pojawić się w wyobraźni kogoś, kto zasnął po przeczytaniu dzieła o różnych stylach architektonicznych”. Cole namalował Sen architekta w ciągu zaledwie pięciu tygodni, po czym wystawił go w 1840 roku na dorocznej wystawie w National Academy of Design, gdzie obraz otrzymał mieszane recenzje.
Ukończone płótno nie odpowiadało jednak dokładnie wyobrażeniom Towna. Cole bowiem coraz bardziej nasycał swoje monumentalne malowidła aluzjami religijnymi, alegorycznymi i literackimi, zmierzając w kierunku kompozycji moralizatorskich. W związku z powyższym pojmował być może swój obraz jako alegoryczny portret Towna, a nawet samego siebie. Chociaż Townowi podobały się mieszanki różnych epok i stylów w obrazie, to jednak chciał, żeby to krajobraz dominował nad architekturą. Rozczarowany, odrzucił płótno, ku oburzeniu Cole’a, który w liście do przyjaciela, Ashera Browna Duranda, stwierdził, iż nie ma ochoty na powtórne malowanie tematu i woli raczej zwrócić Townowi otrzymane książki i anulować zamówienie.
Obraz pozostawał w posiadaniu rodziny artysty, dopóki nie został zakupiony w 1949 roku przez Toledo Museum of Art.